# Марк Пакцій Сільван Квінт Коредій Галл Гаргілій Антикв
Марк Пакцій Сільван Квінт Коредій Галл Гаргілій Антикв (лат. Marcus Paccius Silvanus Quintus Coredius Gallus Gargilius Antiquus) — римський політик і сенатор 2 століття, консул-суффект 119 року.
Антикв походив з римської провінції Африка. Його батьком можливо був Гаргілій Антикв, імператорський прокуратор часів імператора Траяна. Спочатку Антикв був намісником провінції Аравія Петреа (бл. 116—118/119 роках). У 119 році став консулом-суффектом. У проміжку між 120 та 130 роками став легатом (лат. legatus Augusti propraetore) провінції Юдея та після придушення Повстання Бар-Кохби став намісником новоствореної провінції Сирія палестинська. На завершенні своєї кар'єри як проконсул управляв у 135 році провінцією Азія.